# 王人美
王人美（1914年12月24日—1987年4月12日），原名庶熙，昵称“小野猫”，女，原籍湖南浏阳，生于湖南长沙，中国电影演员和歌手，其电影演出生涯活跃期於1930年代，當中最為知名的演出在蔡楚生执导的《渔光曲》，此為中国第一部在国际上获奖的电影。2005年，入选中国电影百年百位优秀演员。

## 生平

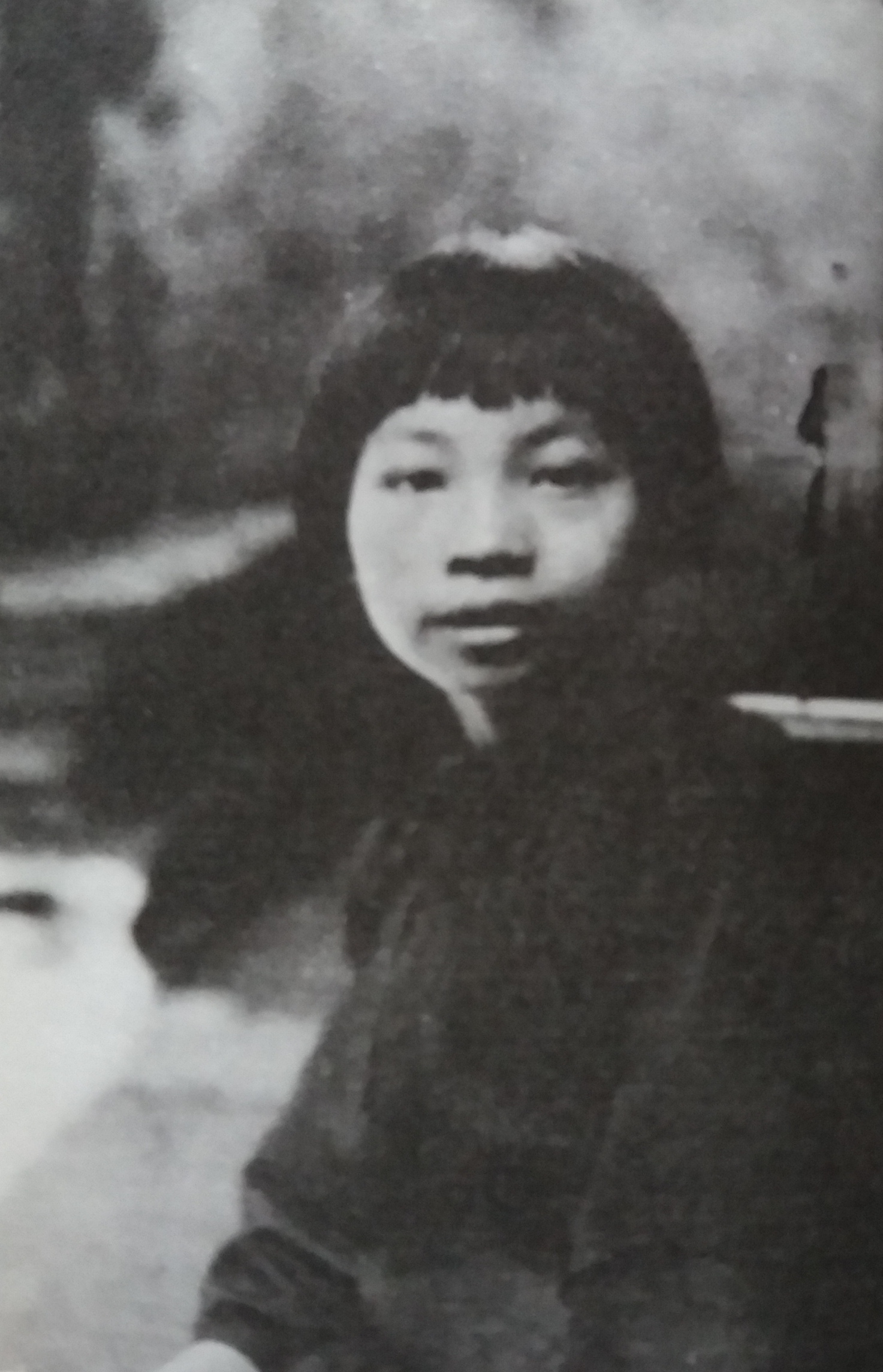
王人美（1926年）

### 幼年
王人美原籍湖南浏阳，在长沙出生并长大。父亲王正枢，是长沙的湖南省立第一师范学校的数学教员，毛泽东也是其学生，并且当时王家与毛泽东交往密切。王人美原名王庶熙，兄弟姐妹共七人，王人美最小。7岁时，母亲因患脑溢血而突然病逝，当时王人美已入小学。1926年，王人美考入湖南省立第一女子师范学校，对数学非常感兴趣，理想是以后成为父亲那样的数学教员。同年9月19日，王人美的父亲被黄蜂螫咬，化脓后病逝。
父亲病逝后，王人美随哥哥、姐姐来到武漢，哥哥、姐姐都在汪精卫的武汉国民政府机关任职。1927年，汪精卫的武汉国民政府与蒋介石南京国民政府宁汉合流。王人美哥哥和姐姐是左翼青年，被迫逃离武汉，全家星散。王人美随二哥王人路和三哥王人艺逃到无锡她的二嫂的娘家。:11

### 上海学艺

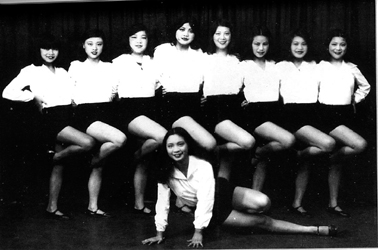
明月歌舞团，最前面为王人美

1928年初，王人美的二哥王人路将王人美和她的三哥王人艺带到上海，王人美和王人艺入黎锦晖创办的上海美美女校，王人美学习歌舞，王人艺学习曼陀林琴。 黎锦晖曾与王人路是同事，他是中国流行音乐之父。黎锦晖认为王庶熙这个名字太过稳重，不适合当艺名，便给她起了另一个名字——王人美。取这个名字也是为将她列入王家的“人”字辈，以打破女性不入家族辈分的中国传统旧习俗。1928年5月，黎锦晖组织中华歌舞团赴南洋演出，在十个月时间内，先后到新加坡、吉隆坡、槟榔屿、曼谷、马六甲、雅加达、苏门答腊等城市演出。王人美作为配角随团参与了全程演出。1929年，中华歌舞团解散，王人美回到上海，入南洋招商附属英文专科学校学习英语一年。王人美在英专组织排演了黎锦晖创作的儿童歌舞剧《小小画家》，取得很大成功，被学校聘为歌唱教员，免学费，并发放薪水。1929年冬，黎锦晖组织明月歌舞团。次年春赴北平、天津演出，随后又赴中国东北。王人美在演出中开始演主角，并表现卓越，与黎莉莉、薛玲仙、胡笳被称为明月歌舞团的“四大天王”。

### 明星之路

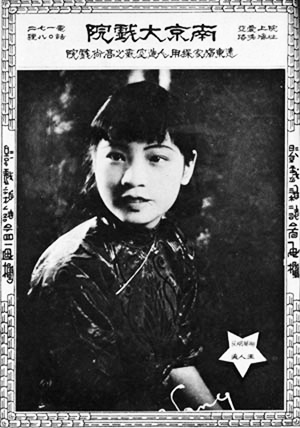
南京大戏院张贴的王人美海报

1931年，明月歌舞團併入联华影业，王人美成为聯華影業的电影演员。1932年，王人美在孙瑜编导的电影《野玫瑰》中担任主角。王人美在片中与当时的明星金焰演对手戏，她的表演收到影评家和观众的一致好评，被赞为亚洲好莱坞新星。:97
1934年，在蔡楚生导演的电影《渔光曲》中，王人美出演主角“小猫”，并演唱电影主题歌。王人美获得极大成功，奠定其在电影界的地位。《渔光曲》在上海创下连演84天的记录，吸引了近百万人走入电影院。《渔光曲》在1935年获苏联莫斯科国际电影节“荣誉奖”，成为我国第一部在国际上获奖的影片。王人美拍摄《渔光曲》后“小猫”的名字深入人心，于是人们往后就亲切地叫她“野猫”。

### 嫁给金焰

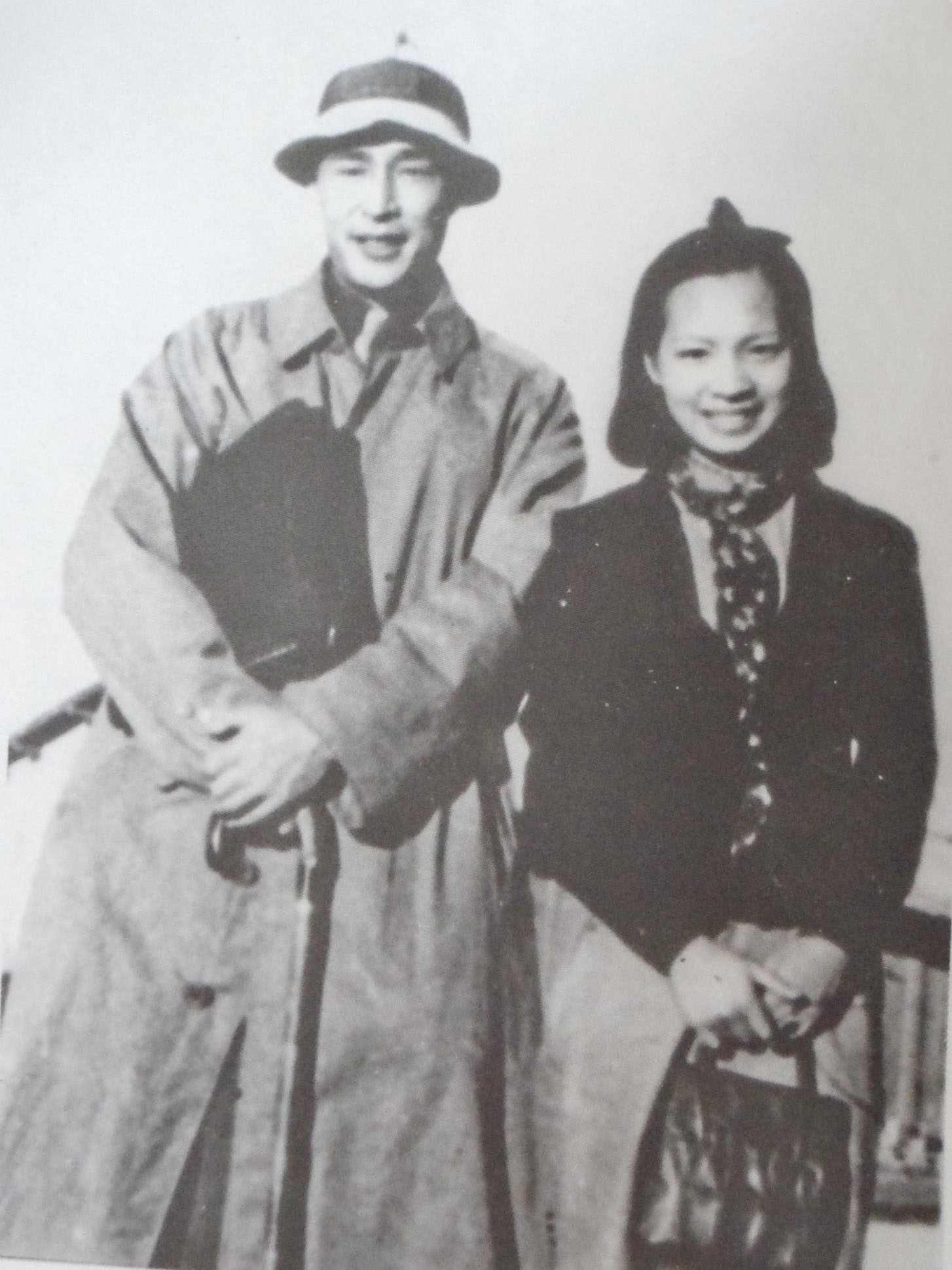
王人美与她的第一任丈夫金焰

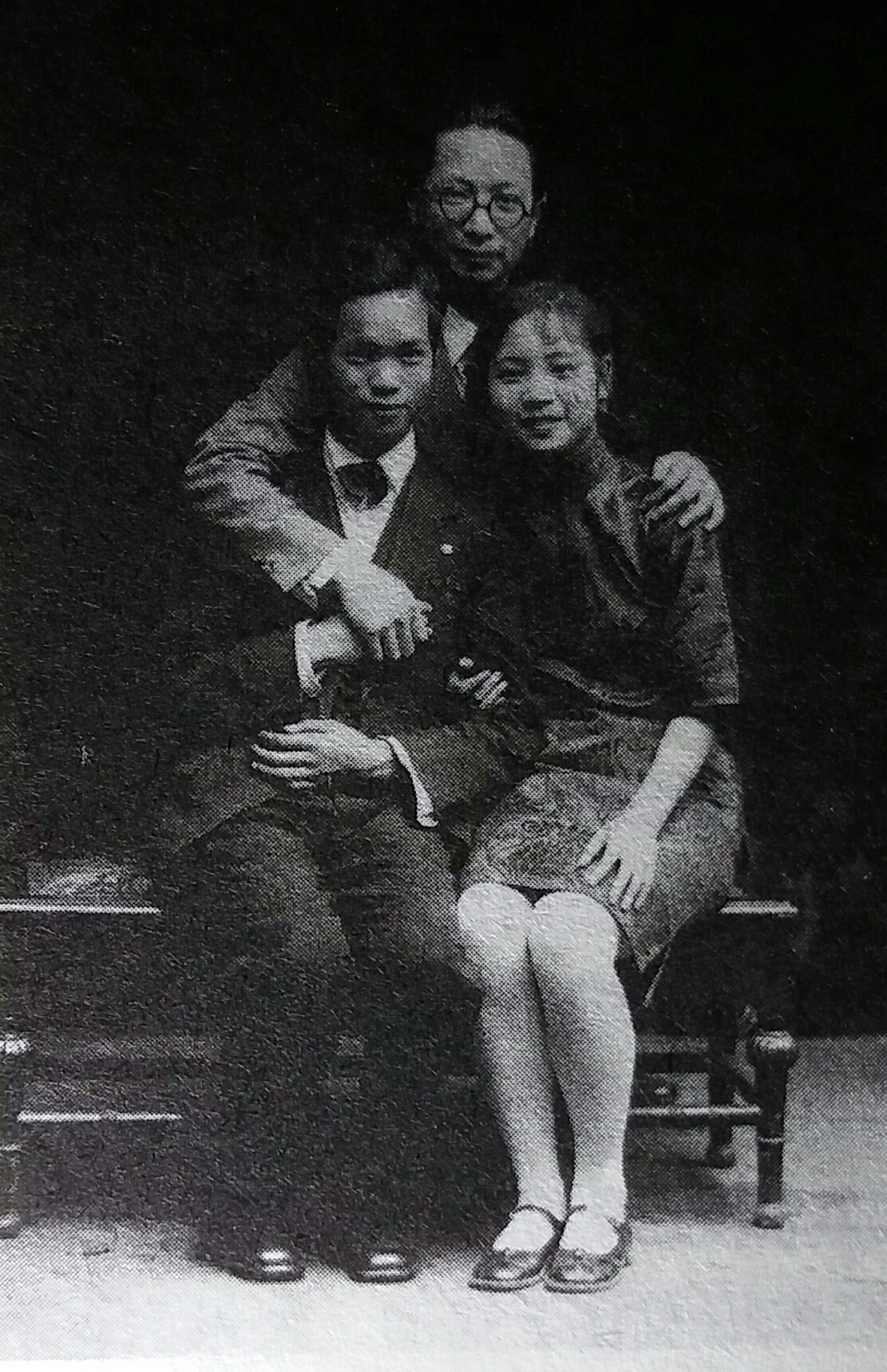
王人美和她的二哥三哥

1934年1月1日，在《渔光曲》拍摄过程中，王人美突然宣布他与金焰的婚讯。金焰是王人美主演的《野玫瑰》的男主角，是当时的中国影帝。尽管《渔光曲》取得了极大成功，联华影业公司没有与王人美续约，因为公司认为，已婚的女演员会失去对男观众的吸引力:98。1935年，王人美入电通影片公司，主演了《风云儿女》，《义勇军进行曲》即出自这部电影。但王人美自《渔光曲》之后，电影事业走向下坡路，远没有金焰成功:98。
1937年抗日战争爆发，日军占领上海后，日方软硬兼施，要求金焰为“日中合作”拍片，金焰强硬拒绝，在上海无法生活下去。1938年秋天，在朋友的帮助下，王人美和金焰逃往香港:98。1939年，导演孙瑜邀请金焰和王人美出演爱国抗日电影《长空万里》。这是中国第一部空战影片他们欣然接受邀请，来到昆明拍片。1940年底又回到香港。香港沦陷后，王人美和金焰逃出香港，随难民一路步行来到桂林。随后，夫妇二人先后到了重慶。1943年年底，金焰去了成都。1944年春，王人美到了昆明，参加了大鹏剧社，演出了话剧《孔雀胆》，饰演主角阿盖公主，轰动了昆明。不久，大鹏剧社解散，王人美为生计，考入美军物资供应处昆明基地，做打字员。王人美与金焰经常长期两地分居，金焰不同意王人美出去工作，最终于1945年离婚，但离婚后，二人保持着朋友关系。:58

### 抗日战争以后和中华人民共和国时期
抗日战争胜利后，王人美回到上海。由于不满国民党政府严格的审查制度，王人美再次离开上海，去往香港。:61
1949年，中华人民共和国成立。1949年12月，王人美随港澳电影界观光团回广州参观，受到广州市市长叶剑英、司令员陈赓设宴款待。1950年，王人美满怀热情地回到上海。当时共产党实行的政策受到电影界的欢迎，很多电影人留在或从海外返回上海。:66 共产党和文艺界的蜜月期很快结束。1952年，在电影界文艺整风时，王人美被人诬蔑为曾和军统首脑戴笠有来往，王人美受到极大刺激，被送入疯人院，经二姐王明霞将其接到北京，住在大哥王人璇家，神经逐渐松弛。病情康复后，王人美被调入北京电影制片厂工作。

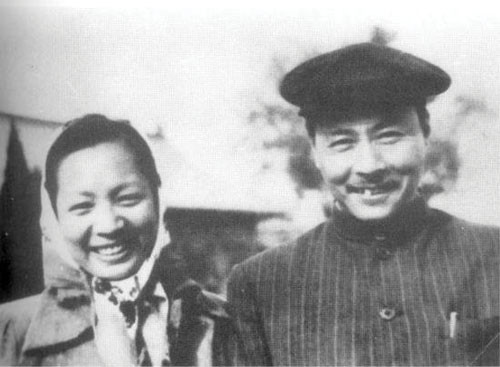
王人美与她的第二任丈夫画家叶浅予

1955年，在朋友的撮合下，王人美与画家叶浅予结为夫妻。他们婚后经常吵架，但婚姻维持到去世之時。王人美称“叶浅予是个好画家，却不是一个好丈夫，他除了懂画，别的什么也不懂。”在1957年的反右运动中，王人美再度受到刺激，随后病情复发，被丈夫叶浅予送入精神病医院治疗，尽管如此，她仍然多次写入党申请书。
文化大革命时期，王人美被下放到干校劳动，但由于她的家庭与毛泽东的特殊关系，受到迫害较少:91 。叶浅予被被诬为“国民党中将特务”，被关进监狱七年:89 。文化大革命结束后，1979年，王人美获得平反，并获准加入中国共产党。王人美当选为第五、六届全国政协委员、中国电影家协会名誉理事:90。
1980年，王人美中风，致行動不便。1986年12月，再次中风，成为植物人。1987年4月12日，王人美在北京病為73岁。1987年4月23日，王人美的遗体在八宝山殡仪馆火化。

## 身后
王人美在晚年出版了自己口述、解波整理的回忆录，名为《我的成名与不幸》。
2005年，王人美被中国电影表演艺术学会选为中国电影百年百位优秀演员。
2013年，西雅图大学的理查德·迈耶（Richard J. Meyer）撰写的王人美的传记《王人美：上海野猫》（Wang Renmei: The Wildcat of Shanghai）由香港大学出版社出版。

## 参演作品

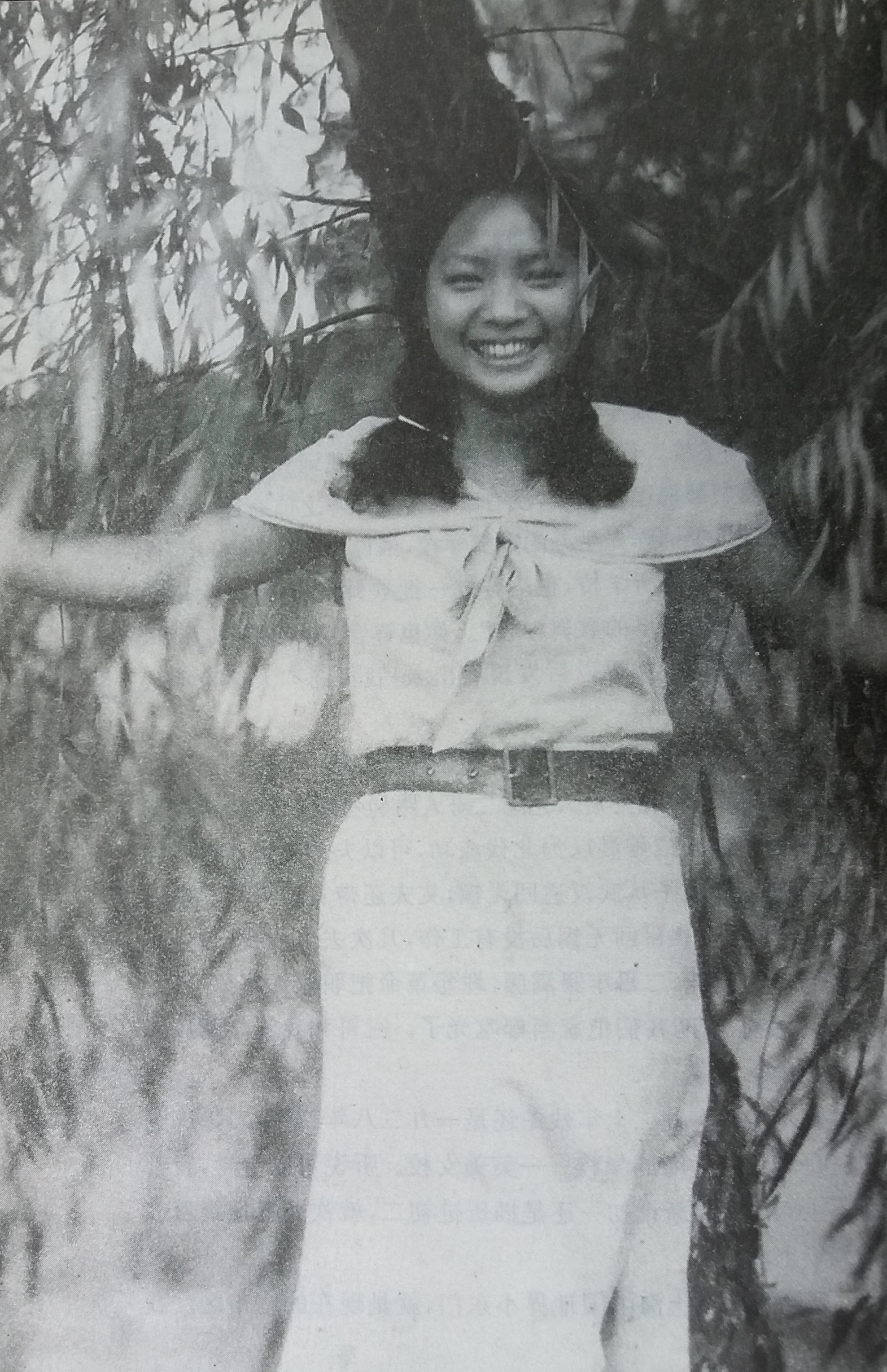
1930年代的王人美

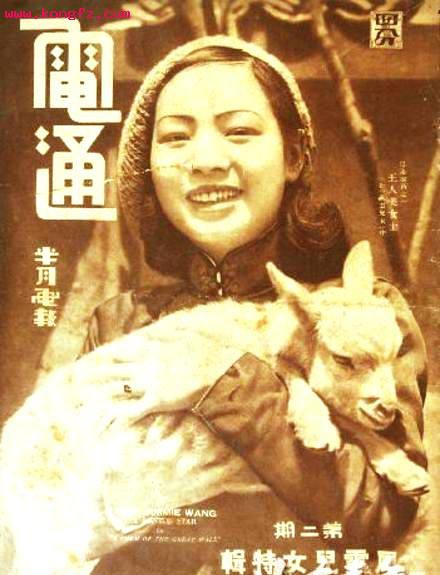
《风云儿女》海报

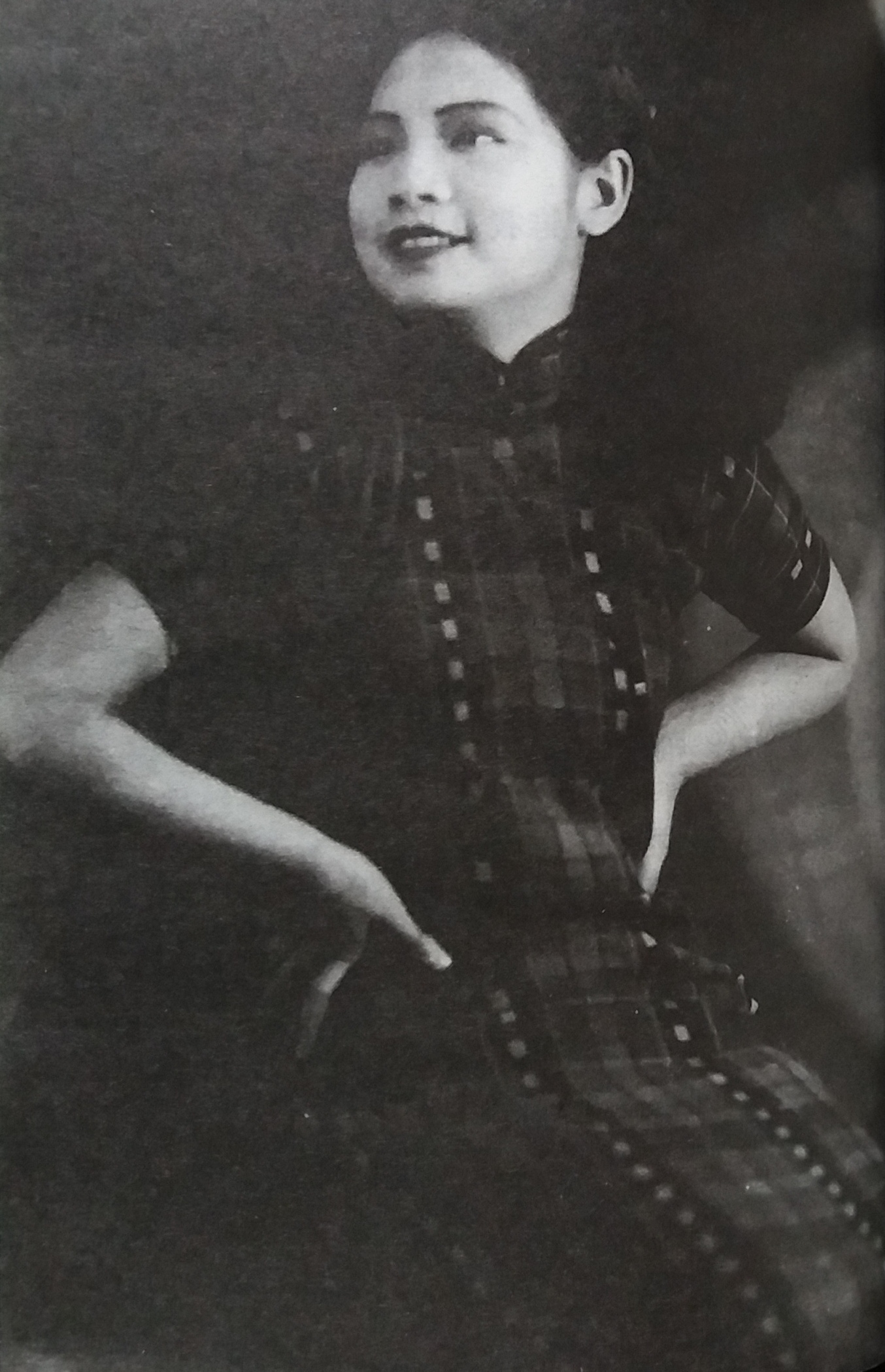
1930年代的王人美

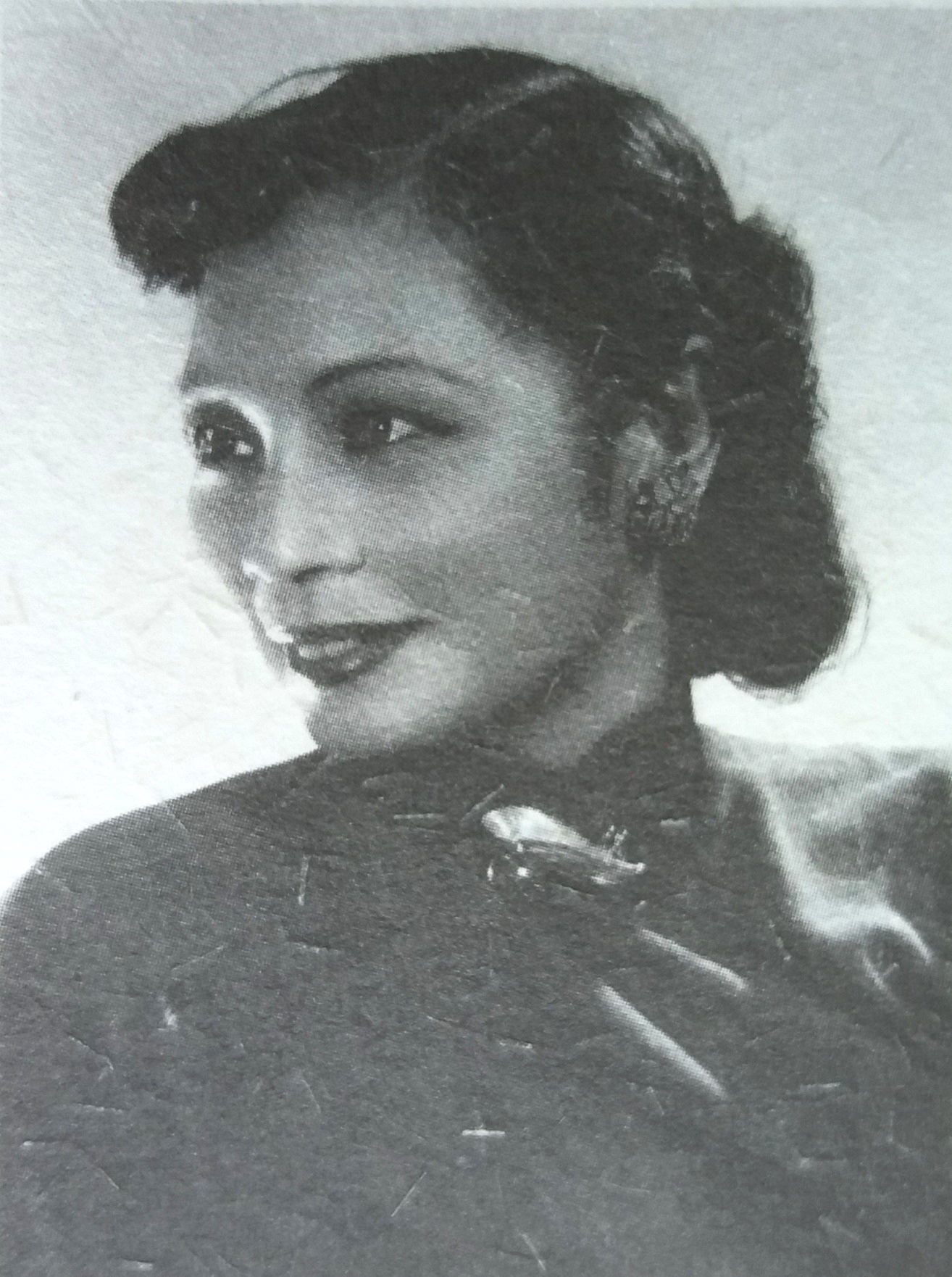
王人美

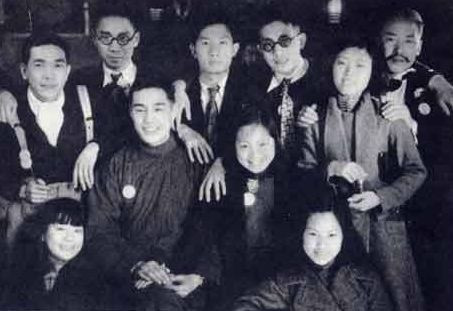
王人美与金焰结婚照

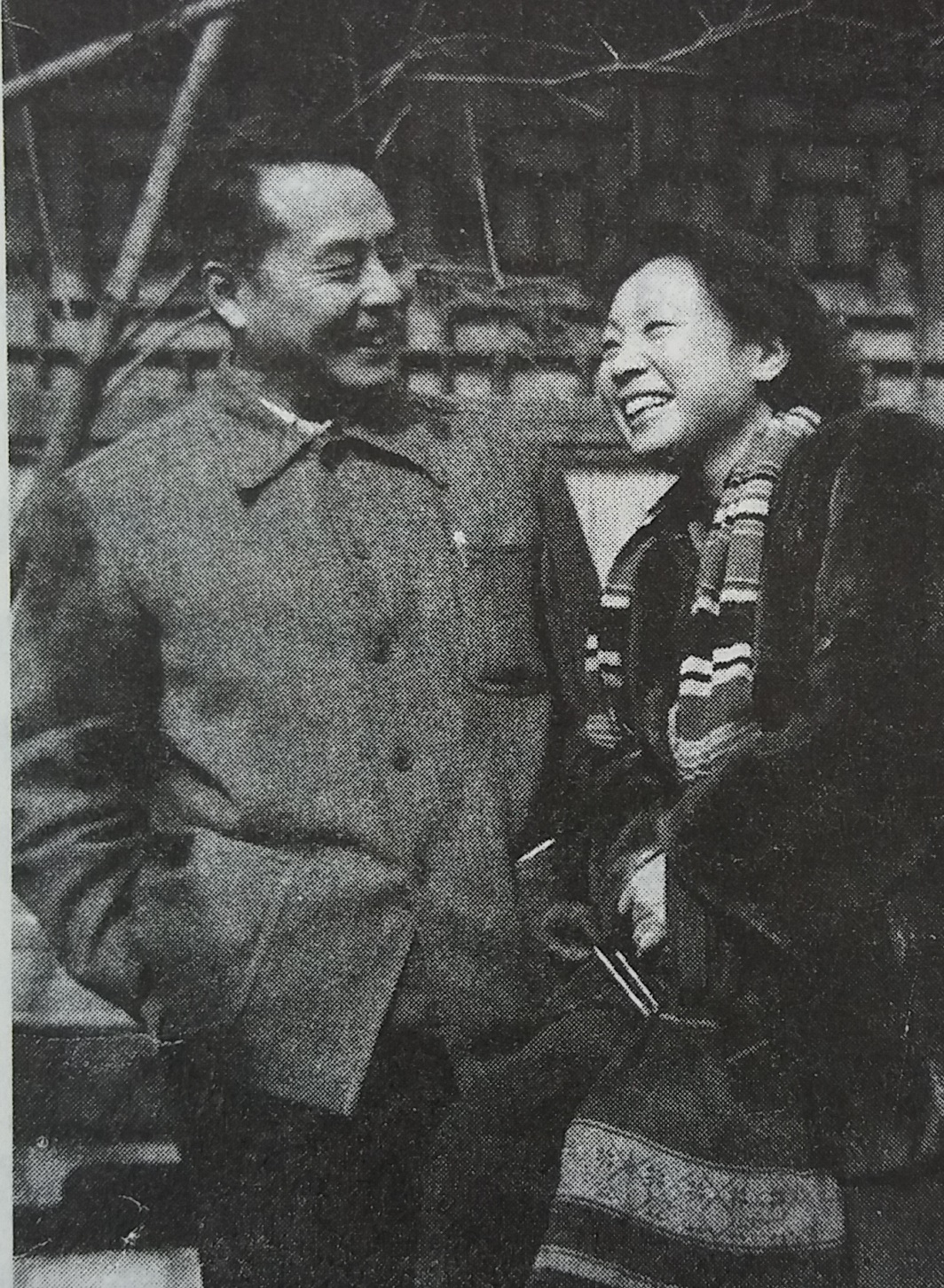
王人美与叶浅予1956年

根据王人美的回忆录《我的成名与不幸》，整理了她参演的电影和话剧。

### 电影
| 拍摄年份 | 中文片名         | 導演         | 角色             | 合作演員 / 備註                              |
| 1931     | 野玫瑰           | 孙瑜         | 女主角小凤       | 金焰、叶娟娟、郑君里、韩兰根、章志直         |
| 1932     | 芭蕉叶上诗       |              |                  | 中国第一部歌舞片                             |
| 1932     | 共赴国难         |              | 配角救护队员     |                                              |
| 1932     | 都会的早晨       | 蔡楚生       | 女主角兰儿       | 高占非、袁丛美、王桂林、唐槐秋、汤天绣       |
| 1932     | 春潮             | 郑应时       | 女主角严玉瑛     | 高占非、袁丛美、李丽、尚冠武                 |
| 1933     | 渔光曲           | 蔡楚生       | 女主角小猫       | 罗朋、袁丛美、韩兰根、汤天绣                 |
| 1934     | 小天使           | 吴永刚       | 重要角色姐姐     | 葛佐志、林楚楚、刘琼                         |
| 1935     | 风云儿女         | 许幸之       | 女主角阿凤       | 袁牧之、周璇、谈瑛、顾梦鹤、陆露明           |
| 1936     | 长恨歌           | 史东山       | 女主角马妮娜     | 梅熹、金山、洪警铃                           |
| 1936     | 壮志凌云         | 吴永刚       | 女主角黑妞       | 金焰、田方、王次龙、章志直、金仑、陈娟娟     |
| 1937     | 黄海大盗         | 吴永刚       | 女主角           | 高占非、田方、章志直、许曼丽、顾梦鹤、陈天国 |
| 1938     | 离恨天           | 吴永刚       | 歌舞母女         | 刘琼、殷秀岑、韩兰根                         |
| 1939     | 长空万里         | 吴永刚       | 配角燕秀         | 金焰、高占非、魏鹤龄、白杨                   |
| 1947     | 关不住的春光     | 王为一、徐韬 | 女主角梅春丽     | 赵丹、凤子、苏绘、王苹、中叔皇、张雁         |
| 1949     | 王氏四侠         | 王次龙       | 四侠之一         | 王元龙、王引、王丹凤                         |
| 1950     | 两家春           | 瞿白音       | 配角灵巧         | 秦怡、王龙基、高博、戴耘、钱千里、蒋锐       |
| 1954     | 猛河的黎明       | 鲁韧、朱丹西 | 配角苏虹         | 刘莲池、王苏娅、袁玫、陈颖                   |
| 1957     | 青春的脚步       | 严恭、苏里   | 配角淑芳         | 刘增庆、林东升、袁玫、陈颖、李景波           |
| 1957     | 探亲记           | 谢添、桑夫   | 配角黄院长       | 魏鹤龄、张平、张园、赵子岳、里坡             |
| 1959     | 青春之歌         | 崔嵬、陈怀凯 | 配角王晓燕的母亲 | 谢芳、康泰、于洋、秦怡、于是之               |
| 1961     | 花儿朵朵         | 谢添、陈方千 | 配角母亲         |                                              |
| 1962     | 昆仑山上的一棵草 | 董克娜       | 配角李婉丽的母亲 | 刘燕瑾、李孟尧、王者兰                       |

### 话剧
| 年份 | 剧名       | 导演         | 角色         | 合作演員 / 備註                                              |
| 1934 | 回春之曲   |              | 女主角梅娘   | 金焰、袁牧之、王莹                                           |
| 1937 | 保卫卢沟桥 |              |              | 赵丹、金焰、陈波儿、崔嵬、施超、王为一、顾而已、唐槐秋、王莹 |
| 1944 | 孔雀胆     | 章泯         | 阿盖公主     | 陶金、王班、傅惠珍                                           |
| 1944 | 天国春秋   |              | 洪宣娇       | 王班、诸葛明、白璐                                           |
| 1958 | 浮沉       | 李露玲       | 女主角简素华 | 李唐                                                         |
| 1962 | 兵临城下   | 傅杰、于洋   | 杨蕴芳       | 于洋、张平、陈强、周冠森                                     |
| 1979 | 日出       | 王人美、巴鸿 |              |                                                              |